# 云溪站
云溪站是一个京广线上的铁路车站，位于湖南省岳阳市云溪区云溪镇，建于1917年，目前为四等站，邮政编码为414009。目前客运：办理旅客乘降；行李、包裹托运；货运仅办理专用线业务，设有通往中石化巴陵石化分公司的专用线。